# Rue du Général-Leclerc (Gagny)
Pour les articles homonymes, voir Rue du Général-Leclerc.
La rue du Général-Leclerc est un important axe de communication de Gagny. Elle suit le tracé de l'ancienne route nationale 370.

## Situation et accès

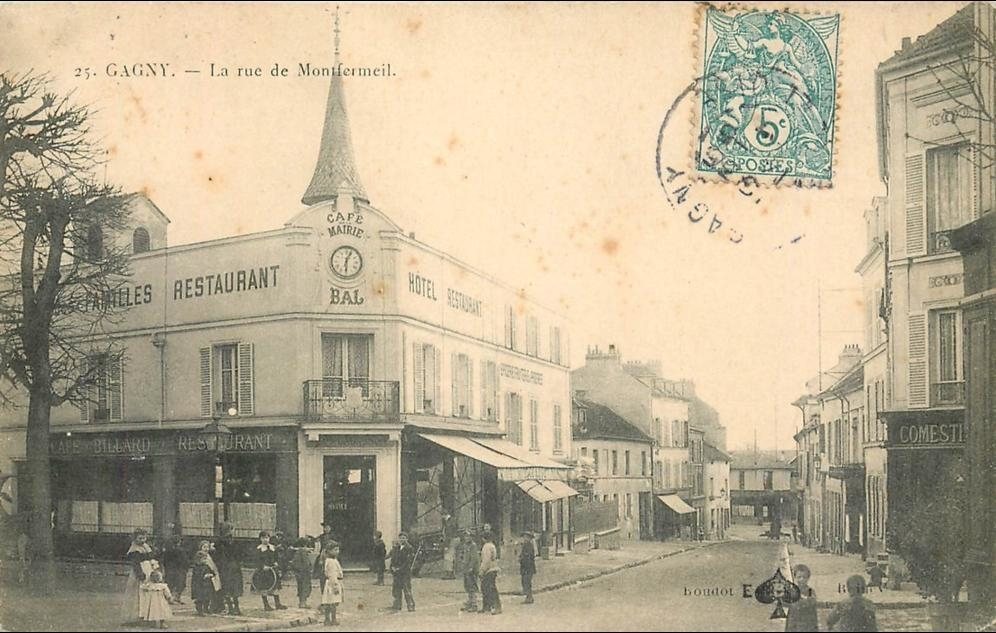
La rue de Montfermeil au carrefour de la place du Général-de-Gaulle.

Orientée du nord au sud, cette rue rencontre notamment la rue de la Fontaine-Varenne, le boulevard Saint-Dizier, la place Foch et l'avenue Fournier. Elle est desservie par la gare de Gagny.

## Origine du nom

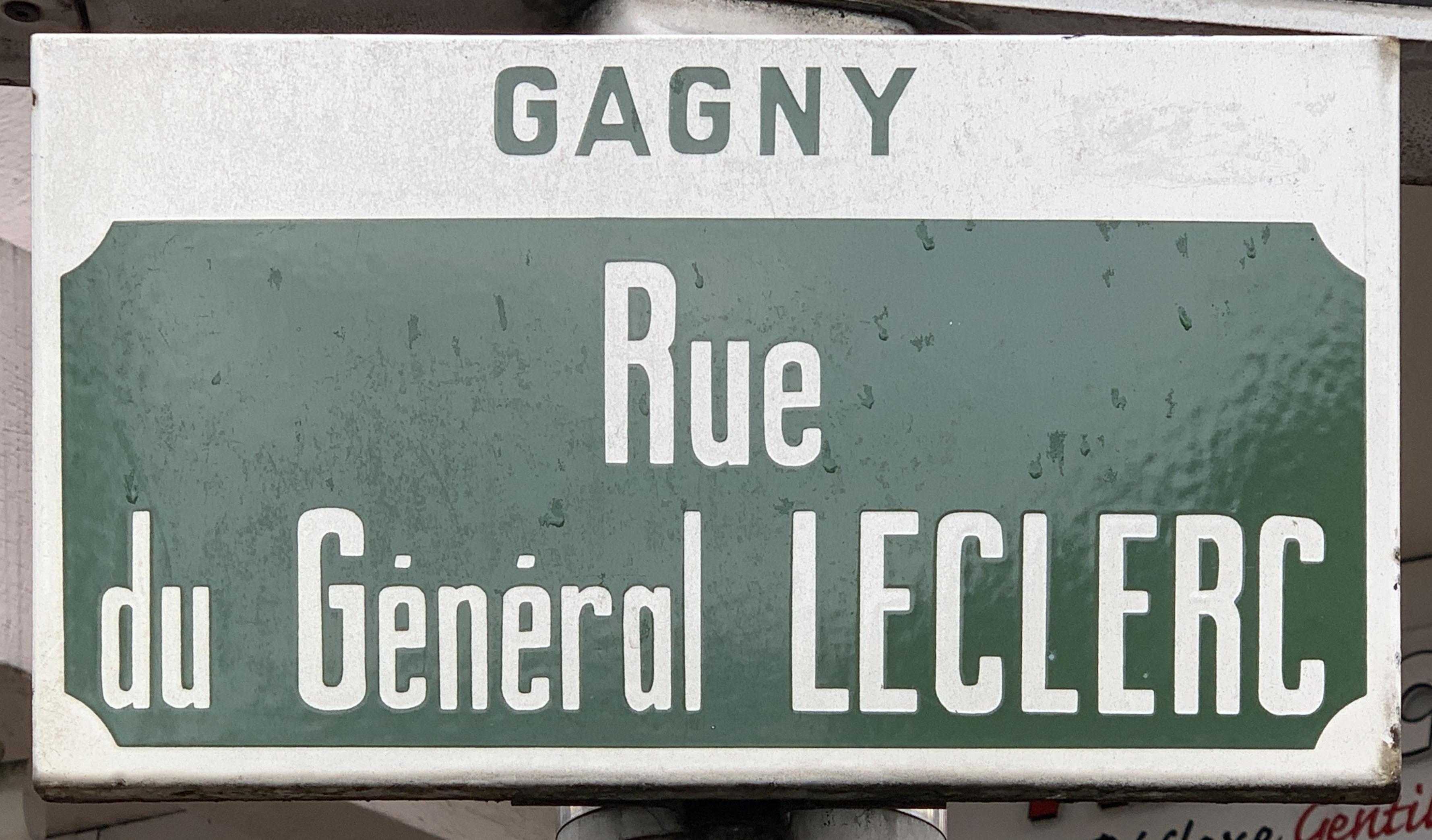
Plaque Rue du Général-Leclerc.

Cette rue rend hommage à Philippe Leclerc de Hauteclocque (22 novembre 1902 – 28 novembre 1947).

## Historique

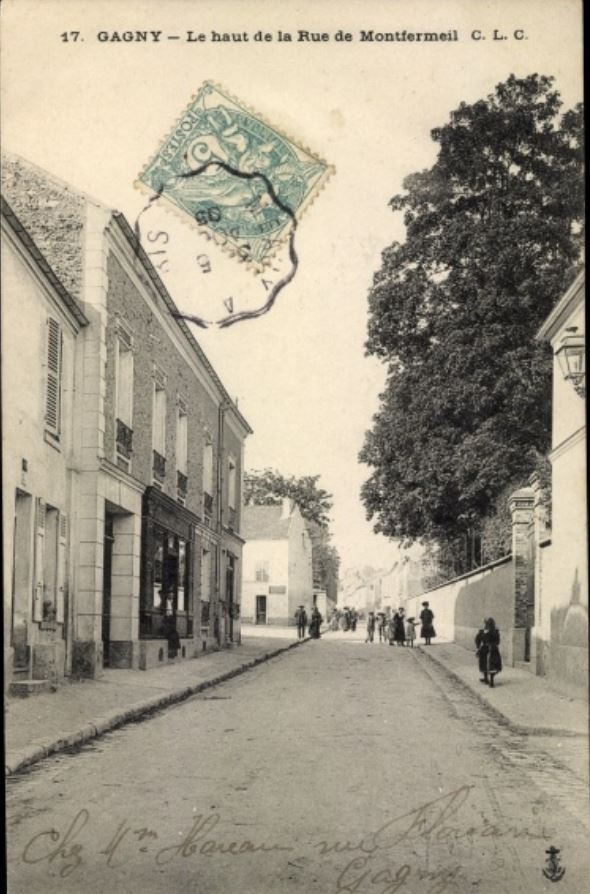
Le haut de la rue de Montfermeil.

Elle s'appelait autrefois rue de Montfermeil, ville vers laquelle elle se dirige,.
En 1880, on a retrouvé, servant de seuil à une maison de cette rue, la pierre tombale de Marie de Rohan, duchesse de Chevreuse, morte dans cette ville  et inhumée dans l’église Saint-Germain en 1679. Elle  a été transférée au château de Dampierre.
En 2007, un diagnostic archéologique préliminaire à la création de la rue Jacques-Chaban-Delmas, a révélé des tegulae rattachés à l'Antiquité et des traces de construction remontant au Haut Moyen Âge,.
En 2016, lors de la rénovation de l’église Saint-Germain, des recherches archéologiques entreprises devant le no 12 ont permis de mettre à des structures de l’époque carolingienne et du Moyen Âge.
En 2021, elle fait partie d'un vaste plan de réaménagement de la ville visant à apaiser la circulation.

## Bâtiments remarquables et lieux de mémoire
- Église Saint-Germain de Gagny, datant du XIe siècle, reconstruite en 1881.
- Cimetière du Centre.
- Hôtel de ville de Gagny.